# Sociale zuivering
Sociale zuivering  verwijst in een meer figuurlijke betekenis naar een proces waarbij een groep in de samenleving zich systematisch wil ontdoen van een groep die als afwijkend en ongewenst wordt ervaren. De afwijking kan bijvoorbeeld politiek, etnisch of cultureel zijn. De zuivering kan onder andere bestaan uit systematisch dwarsbomen, pesterijen, de-individualisering, ontslag, een beroepsverbod, vervolging, opsluiting, verbanning of doding. In sommige gevallen 'verdwenen' dissidenten spoorloos en vernamen hun verwanten niets meer van ze.

## Voorbeelden sociale zuivering
Enkele fenomenen met duidelijke kenmerken van zuiveringen:
- etnische zuivering (algemeen)
- heksenjacht (algemeen)
- pogrom (algemeen)
- jodenvervolging (Europa)

Voorbeelden van historische zuiveringen:
- Bartholomeusnacht (Frankrijk)
- collectivisatie in de Sovjet-Unie
- Culturele Revolutie (China)
- Grote Zuivering (Sovjet-Unie)
- heksenvervolging (Europa)
- Holocaust (nazi-Duitsland)
- Kristallnacht (nazi-Duitsland)
- mccarthyisme (Verenigde Staten)
- verdrijving van de bevolking door de Rode Khmer (Cambodja)
- zuivering (naoorlogse maatregelen tegen Nederlandse collaborateurs)